# Pelomys hopkinsi
Pelomys hopkinsi — вид гризунів родини мишевих (Muridae). Він зустрічається в Кенії, Руанді, Уганді, можливо, Бурунді та, можливо, Танзанії. Його природне середовище існування — болота. Йому загрожує втрата середовища проживання.

## Морфологічні характеристики
Гризун середнього розміру з довжиною голови й тулуба від 116 до 127 мм, довжиною хвоста від 160 до 166 мм, довжиною лапи від 30,2 до 31,5 мм, довжиною вух від 15 до 16,8 мм і вагою до 68 грамів. Верхня частина чорнувата з жовто-коричневими відблисками. Уздовж хребта від чола до основи вух тягнеться чорнувата поздовжня смуга, а черевні частини буро-жовті. Ніс сіро-оранжевий. Вуха короткі та бліді, вкриті зсередини дрібними рудуватими волосками і з чорною плямою по зовнішньому передньому краю. Тильні частини ніг і підошви чорнуваті. Хвіст значно довший за голову й тулуб, зверху чорнуватий, знизу коричнево-жовтий.

## Поведінка
Це наземний вид, ймовірно, частково водний.